# Loualidia
Loualidia (arabiska: الوليدية) är en ort i Marocko, som i folkräkningen räknas som stad i landskommunen med samma namn. Den ligger i provinsen Sidi Bennour och regionen Casablanca-Settat, 250 km sydväst om huvudstaden Rabat. Antalet invånare var 7 770 vid folkräkningen 2014.